# نیو جورزلم (پنسیلوانیا)
نیو جورزلم (به انگلیسی: New Jerusalem) یک منطقهٔ مسکونی در ایالات متحده آمریکا است که در شهرستان برکس، پنسیلوانیا واقع شده‌است. نیو جورزلم ۶۴۹ نفر جمعیت دارد و ۲۷۴٫۰۲ متر بالاتر از سطح دریا واقع شده‌است.